# Élections en Turquie
L'élection est la désignation, par le vote d'électeurs, de personnes destinées à occuper une fonction politique, économique ou sociale.
La Turquie élit au niveau national un chef d'État - président de la République -, et une assemblée parlementaire.
La Grande Assemblée nationale de Turquie (Türkiye Büyük Millet Meclisi) est le parlement monocamériste de la Turquie et est ainsi le détenteur du pouvoir législatif. L'assemblée compte 600 membres élus pour un mandat de cinq ans à la proportionnelle.
Pour qu'un parti soit représenté au parlement, il doit présenter un candidat dans au moins la moitié des provinces de la Turquie, il doit par ailleurs obtenir un minimum de 7 % des voix au niveau national. Les partis peuvent former une alliance pour atteindre plus facilement ce seuil.
Le président de la République était auparavant élu par le parlement pour un mandat de sept ans, non renouvelable. Depuis la réforme d'octobre 2007, le chef de l'État turc est élu au suffrage universel direct pour une durée de 5 ans et est rééligible une fois. Depuis 2017, il est également le chef du gouvernement, le poste de Premier ministre ayant été aboli.
La Turquie a un système politique multipartite, les différents partis doivent le plus souvent former des coalitions pour pouvoir gouverner.

## Système électoral

### Élections législatives
La Grande Assemblée nationale de Turquie compte 600 députés, élus pour cinq ans au scrutin proportionnel, dans chacune des 87 circonscriptions électorales. Elles correspondent aux provinces à l'exception d'Ankara, d'Istanbul, d'Izmir et de Bursa. Les candidats présents sur la liste d'un parti politique ne sont élus que si leur formation ou bien l'alliance à laquelle leur formation appartient a obtenu au moins 7 % des suffrages exprimés au niveau national, si elle a présenté deux candidats à chaque siège de député dans au moins la moitié des provinces, et si elle est bien implantée dans la moitié des provinces et un tiers des arrondissements provinciaux. Dans le cas des alliances, les électeurs ont le choix de voter pour un ou l'intégralité des partis ; les suffrages concernant une alliance sont partagés proportionnellement par les partis, suivant les scores obtenus par chacun d'eux.
La répartition des sièges par circonscription est la suivante :
| Circonscription | Circonscription | Sièges |
| --------------- | --------------- | ------ |
| Adana           | Adana           | 15     |
| Adıyaman        | Adıyaman        | 5      |
| Afyonkarahisar  | Afyonkarahisar  | 6      |
| Ağrı            | Ağrı            | 4      |
| Aksaray         | Aksaray         | 4      |
| Amasya          | Amasya          | 3      |
| Ankara          | Ankara          | 35     |
|                 | Ankara (I)      | 13     |
|                 | Ankara (II)     | 11     |
|                 | Ankara (III)    | 11     |
| Antalya         | Antalya         | 17     |
| Ardahan         | Ardahan         | 2      |
| Artvin          | Artvin          | 2      |
| Aydın           | Aydın           | 8      |
| Balıkesir       | Balıkesir       | 9      |
| Bartın          | Bartın          | 2      |
| Batman          | Batman          | 5      |
| Bayburt         | Bayburt         | 1      |
| Bilecik         | Bilecik         | 2      |

| Circonscription | Circonscription | Sièges |
| --------------- | --------------- | ------ |
| Bingöl          | Bingöl          | 3      |
| Bitlis          | Bitlis          | 3      |
| Bolu            | Bolu            | 3      |
| Burdur          | Burdur          | 3      |
| Bursa           | Bursa           | 20     |
|                 | Bursa (I)       | 10     |
|                 | Bursa (II)      | 10     |
| Çanakkale       | Çanakkale       | 4      |
| Çankırı         | Çankırı         | 2      |
| Çorum           | Çorum           | 4      |
| Denizli         | Denizli         | 7      |
| Diyarbakır      | Diyarbakır      | 12     |
| Düzce           | Düzce           | 3      |
| Edirne          | Edirne          | 4      |
| Elâzığ          | Elâzığ          | 5      |
| Erzincan        | Erzincan        | 2      |
| Erzurum         | Erzurum         | 6      |
| Eskişehir       | Eskişehir       | 6      |
| Gaziantep       | Gaziantep       | 14     |

| Circonscription | Circonscription | Sièges |
| --------------- | --------------- | ------ |
| Giresun         | Giresun         | 4      |
| Gümüşhane       | Gümüşhane       | 2      |
| Hakkari         | Hakkari         | 3      |
| Hatay           | Hatay           | 11     |
| Iğdır           | Iğdır           | 2      |
| Isparta         | Isparta         | 4      |
| Istanbul        | Istanbul        | 98     |
|                 | Istanbul (I)    | 35     |
|                 | Istanbul (II)   | 27     |
|                 | Istanbul (III)  | 36     |
| Izmir           | Izmir           | 28     |
|                 | Izmir (I)       | 14     |
|                 | Izmir (II)      | 14     |
| Kahramanmaraş   | Kahramanmaraş   | 8      |
| Karabük         | Karabük         | 3      |
| Karaman         | Karaman         | 3      |
| Kars            | Kars            | 3      |
| Kastamonu       | Kastamonu       | 3      |

| Circonscription | Circonscription | Sièges |
| --------------- | --------------- | ------ |
| Kayseri         | Kayseri         | 10     |
| Kırıkkale       | Kırıkkale       | 3      |
| Kırklareli      | Kırklareli      | 3      |
| Kırşehir        | Kırşehir        | 2      |
| Kilis           | Kilis           | 2      |
| Kocaeli         | Kocaeli         | 14     |
| Konya           | Konya           | 15     |
| Kütahya         | Kütahya         | 5      |
| Malatya         | Malatya         | 6      |
| Manisa          | Manisa          | 10     |
| Mardin          | Mardin          | 6      |
| Mersin          | Mersin          | 13     |
| Muğla           | Muğla           | 7      |
| Muş             | Muş             | 3      |
| Nevşehir        | Nevşehir        | 3      |
| Niğde           | Niğde           | 3      |
| Ordu            | Ordu            | 6      |
| Osmaniye        | Osmaniye        | 4      |

| Circonscription | Circonscription | Sièges |
| --------------- | --------------- | ------ |
| Rize            | Rize            | 3      |
| Sakarya         | Sakarya         | 8      |
| Samsun          | Samsun          | 9      |
| Siirt           | Siirt           | 3      |
| Sinop           | Sinop           | 2      |
| Sivas           | Sivas           | 5      |
| Şanlıurfa       | Şanlıurfa       | 14     |
| Şırnak          | Şırnak          | 4      |
| Tekirdağ        | Tekirdağ        | 8      |
| Tokat           | Tokat           | 5      |
| Trabzon         | Trabzon         | 6      |
| Tunceli         | Tunceli         | 1      |
| Uşak            | Uşak            | 3      |
| Van             | Van             | 8      |
| Yalova          | Yalova          | 3      |
| Yozgat          | Yozgat          | 4      |
| Zonguldak       | Zonguldak       | 5      |
| Total           | Total           | 600    |

### Modification des circonscriptions pour les élections de 2015
Depuis les élections législatives 2011, 8 circonscriptions ont été modifiées comme indiqué dans le tableau ci-dessous, par ailleurs les 2 circonscriptions d'Ankara ont été redécoupées.

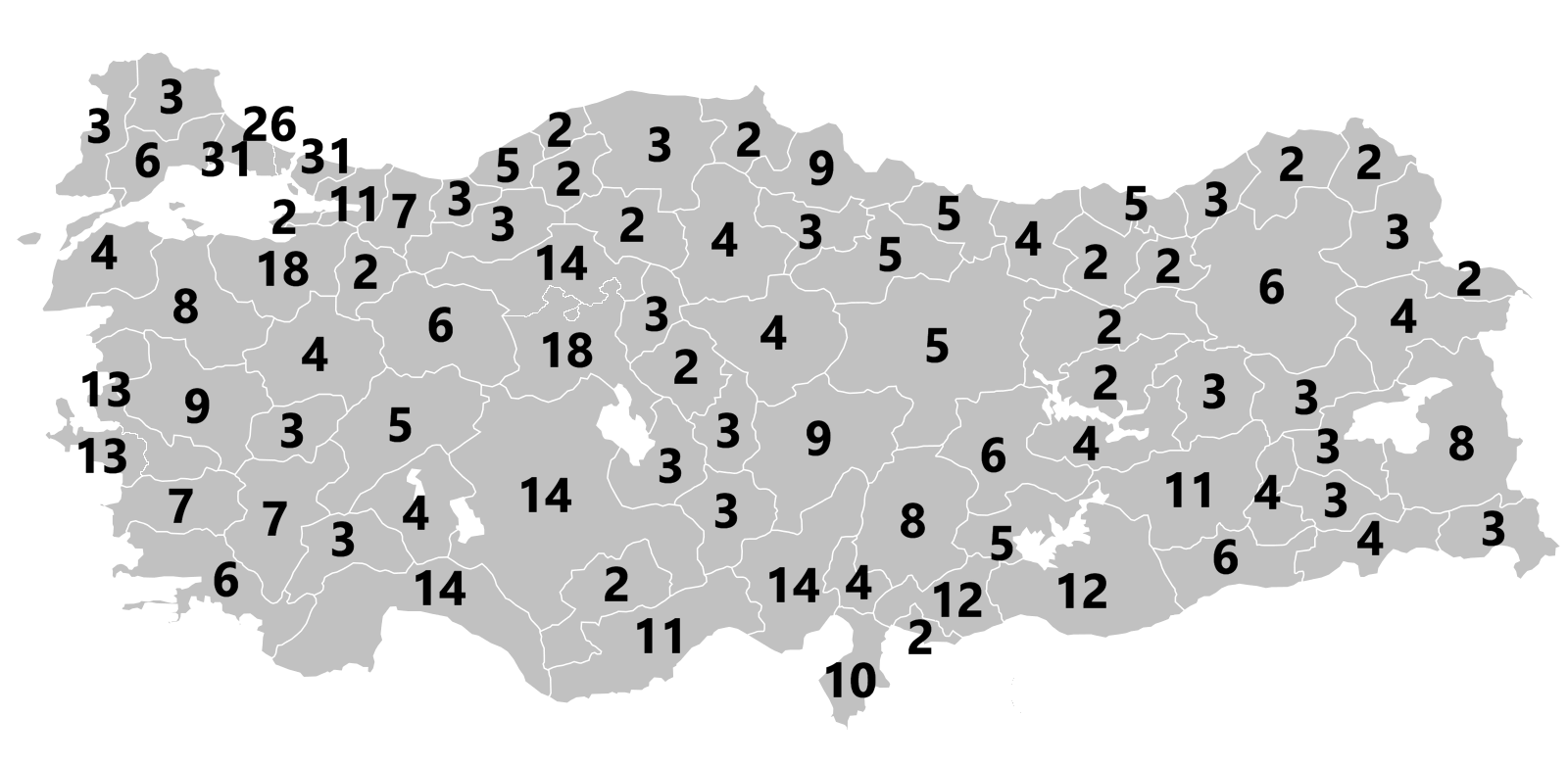
Nombre de sièges par circonscription en 2015

| Circonscription | Circonscription | 2011 | 2015 | Var. |
| Ankara          | Ankara          | 31   | 32   | 1    |
| --------------- | --------------- | ---- | ---- | ---- |
|                 | Ankara (I)      | 16   | 18   | 2    |
|                 | Ankara (II)     | 15   | 14   | 1    |
| Bayburt         | Bayburt         | 1    | 2    | 1    |
| Elâzığ          | Elâzığ          | 5    | 4    | 1    |
| Istanbul        | Istanbul        | 85   | 88   | 3    |
|                 | Istanbul (I)    | 30   | 31   | 1    |

| Circonscription | Circonscription | 2011 | 2015 | Var. |
| --------------- | --------------- | ---- | ---- | ---- |
|                 | Istanbul (II)   | 27   | 26   | 1    |
|                 | Istanbul (III)  | 28   | 31   | 3    |
| Kütahya         | Kütahya         | 5    | 4    | 1    |
| Manisa          | Manisa          | 10   | 9    | 1    |
| Muş             | Muş             | 4    | 3    | 1    |
| Ordu            | Ordu            | 6    | 5    | 1    |

## Élections législatives

### Élections législatives de1935

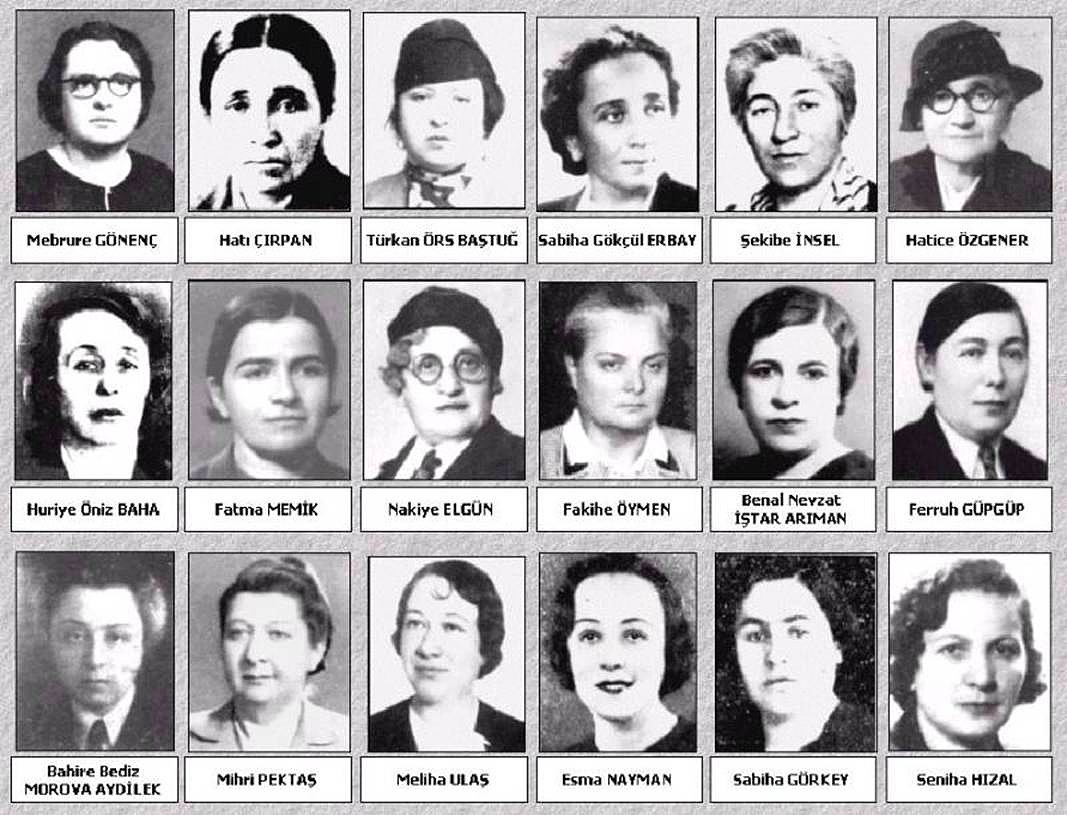
Les premières femmes députées de Turquie.

Les femmes obtiennent le droit de vote aux élections nationales en 1934. Elles votent pour la première fois aux élections législatives du 8 février 1935, à l'issue desquelles 18 députées sont élues (4,6 % des parlementaires).

### Élections législatives de1954
| Parti                                  | Suffrages | % des exprimés | % Sièges |
| -------------------------------------- | --------- | -------------- | -------- |
| Parti démocrate (DP)                   | 5 151 550 | 57,5 %         | 52       |
| Parti républicain du peuple (CHP)      | 3 161 696 | 35,29 %        | 31       |
| Parti republicain du nationalité (CKP) | 434 085   | 4,84 %         | 5        |
| Non-İnscrits                           | 137 318   | 1,74 %         | 12       |
| Parti communiste de la Turquie (TKP)   | 57 011    | 0,63 %         | 0        |
| Total                                  | 8 941 660 | 100 %          | 541      |

### Élections législatives de1961
| Parti                                       | Suffrages  | % des exprimés | % Sièges |
| ------------------------------------------- | ---------- | -------------- | -------- |
| Parti républicain du peuple (CHP)           | 3 724 752  | 36,74 %        | 173      |
| Parti de la justice (AP)                    | 3 527 435  | 34,80 %        | 158      |
| Parti national républicain et paysan (CKMP) | 1 415 390  | 13,96 %        | 54       |
| Parti de la nouvelle Turquie (YTP)          | 1 391 934  | 13,73 %        | 65       |
| Non-Inscrits                                | 81 732     | 0,81 %         | 0        |
| Total                                       | 10 141 243 | 100 %          | 450      |

### Élections législatives de1965
| Parti                                       | Suffrages | % des exprimés | % Sièges |
| ------------------------------------------- | --------- | -------------- | -------- |
| Parti de la justice (AP)                    | 4 921 235 | 52,87 %        | 240      |
| Parti républicain du peuple (CHP)           | 2 675 785 | 28,75 %        | 134      |
| Parti de la nation (MP)                     | 582 704   | 6,26 %         | 31       |
| Parti de la nouvelle Turquie (YTP)          | 346 514   | 3,72 %         | 19       |
| Non-Inscrits                                | 296 528   | 3,19 %         | 1        |
| Parti des travailleurs (TİP)                | 276 101   | 2,97 %         | 14       |
| Parti national républicain et paysan (CKMP) | 208 696   | 2,24 %         | 11       |
| Total                                       | 9 307 563 | 100 %          | 450      |

### Élections législatives de1969
| Parti                              | Suffrages | % des exprimés | % Sièges |
| ---------------------------------- | --------- | -------------- | -------- |
| Parti de la justice (AP)           | 4 229 945 | 46,55 %        | 256      |
| Parti républicain du peuple (CHP)  | 2 487 163 | 27,37 %        | 143      |
| Parti de la confiance (GP)         | 598 013   | 6,58 %         | 15       |
| Non-Inscrits                       | 511 097   | 5,62 %         | 13       |
| Parti de la nation (MP)            | 293 849   | 3,22 %         | 6        |
| Parti d’action nationaliste (MHP)  | 274 225   | 3,03 %         | 1        |
| Parti de l'unité (BP)              | 254 708   | 2,80 %         | 8        |
| Parti des travailleurs (TİP)       | 243 797   | 2,68 %         | 2        |
| Parti de la nouvelle Turquie (YTP) | 197 912   | 2,18 %         | 6        |
| Total                              | 9 090 709 | 100 %          | 450      |

### Élections législatives de1973
| Parti                             | Suffrages  | % des exprimés | % Sièges |
| --------------------------------- | ---------- | -------------- | -------- |
| Parti républicain du peuple (CHP) | 3 570 583  | 33,29 %        | 185      |
| Parti de la justice (AP)          | 3 197 897  | 29,82 %        | 149      |
| Parti démocratique (DP)           | 1 275 502  | 11,89 %        | 45       |
| MSP                               | 1 265 771  | 11,80 %        | 48       |
| CGP                               | 564 343    | 5,26 %         | 13       |
| Parti d’action nationaliste (MHP) | 362 208    | 3,38 %         | 3        |
| Non-Inscrits                      | 303 218    | 2,80 %         | 6        |
| Parti de l'unité (TBP)            | 121 759    | 1,14 %         | 1        |
| Parti de la nation (MP)           | 62 377     | 0,58 %         | 0        |
| Total                             | 10 723 618 | 100 %          | 450      |

### Élections législatives du3 novembre 2002
| Parti                                         | Suffrages  | % des exprimés | % Sièges |  |
| --------------------------------------------- | ---------- | -------------- | -------- |  |
| Parti de la justice et du développement (AKP) | 10 779 489 | 34,3 %         | 363      |  |
| Parti républicain du peuple (CHP)             | 6 099 083  | 19,4 %         | 178      |  |
| Parti de la juste voie (DYP)                  | 3 004 842  | 9,5 %          | 0        |  |
| Parti d’action nationaliste (MHP)             | 2 622 545  | 8,3 %          | 0        |  |
| Parti jeune (GP)                              | 2 277 651  | 7,2 %          | 0        |  |
| Parti démocratique du peuple (DHP)            | 1 953 627  | 6,2 %          | 0        |  |
| Parti de la mère patrie (ANAP)                | 1 610 708  | 5,1 %          | 0        |  |
| Parti de la gauche démocratique (DSP)         | 385 950    | 1,2 %          | 0        |  |
| Autres                                        | 2 714 533  | 8,6 %          | *        |  |
| Total                                         | 31 448 428 |                | 550      |  |

## Femmes
Mustafa Kemal Atatürk est président de 1923 à 1938 ; il souhaite moderniser et occidentaliser le pays, à rebours des traditions de l'ancien Empire ottoman, qu'il estime responsables de son déclin. Est alors menée une politique de « féminisme d'État ». Les élections municipales de 1930 sont les premières où les femmes peuvent voter et être élues. En 1933, Gül Esin (tr) est la première femme élue chef de village, dans la province d'Aydın. Le 5 décembre 1934, le droit de vote leur est octroyé pour les élections nationales ; elles votent pour la première fois aux élections législatives de 1935, à l'issue desquelles 18 députées sont élues (4,6 % des parlementaires)
Après les élections législatives de 1943, la part de femmes parlementaires passe à 3,7 % puis après l'adoption du système multipartite en 1950 à 0,6 %. Jusqu'au scrutin de 2007, ce taux ne dépasse en moyenne pas les 5 %. 
Lors des élections législatives de 2007, la part de femmes députées passe à 9,11 % puis à 14,3 % pour celles de 2011 et 17,6 % à celles de juin 2015, retombant à 14,7 % au scrutin de novembre 2015, organisé après qu'il eut été impossible de former un gouvernement. En termes de comparaison, la Turquie se situe en 2017 en dessous de la moyenne mondiale en matière de femmes parlementaires (23,5 %), des pays arabes (17,5 %) et européens (27,2 %).